# Jean-Paul Martin
Pour les articles homonymes, voir Jean-Paul Martin (homonymie) et Martin.
Jean-Paul Louis Martin, né le 31 décembre 1913 à Paris et mort dans cette même ville le 12 décembre 1986, est un haut fonctionnaire français, collaborateur sous l'Occupation.

## Biographie
Fils de Claudius Jean François Martin, employé des postes, et de Marie Marguerite Lebrun, Jean-Paul Louis Martin grandit dans le 13e arrondissement de Paris, au 43, avenue des Gobelins.
Après l'obtention de sa licence de droit et de son diplôme de Science-Po, Jean-Paul Martin rentre dans la fonction publique à la fin des années 1930.
En 1943, sous l'Occupation, comme directeur de cabinet du directeur de la Police nationale, Henri Cado, il devient un collaborateur de René Bousquet, à l'époque Secrétaire général de la police du régime de Vichy. Il s'y comporte en fonctionnaire zélé et est remarqué pour sa « discipline envers le pouvoir ». Il autorise, entre autres choses, certains préfets à communiquer aux Allemands les listes de juifs. Il soutient les Allemands lors de la chasse aux réfractaires du STO, fait également rechercher les auteurs d'un attentat contre les forces d'occupation et connait à l'avance les plans allemands de la rafle de Marseille.
Sur demande de celui-ci [Qui ?], il avertit plusieurs fois François Mitterrand et ses amis des risques d'arrestation qu'ils encourent de la part de la Gestapo, en raison de leurs activités dans la Résistance. Au début de 1944, il est nommé sous-préfet et affecté au cabinet du secrétaire d'État à l'Intérieur, Antoine Lemoine.
La commission d'épuration du ministère de l'Intérieur, présidée par le préfet Jeanjean, jugera son cas entre le 2 mai 1945 et juillet 1945 : on lui reproche son ascension trop rapide dans les grades de l'administration de Vichy. Il est radié de la fonction publique à la Libération et obligé de s'exiler en Suède pendant plusieurs années. Rentré en France à la faveur d'une amnistie en 1947, il devient directeur adjoint du cabinet de François Mitterrand, quand celui-ci est nommé ministre de l'Intérieur, puis Garde des Sceaux.
Lors d'un débat à l’Assemblée nationale le 3 décembre 1954 à la suite de l'affaire des fuites, le député Jean Legendre, attaquant le ministre de l’Intérieur François Mitterrand, s'en prend à la vie privée homosexuelle de Jean-Paul Martin. Promu préfet en 1954, il est nommé directeur des Journaux officiels, fonction qu'il occupe jusqu'en 1956.
En mai 1956, Jean-Paul Martin est nommé préfet de l'Orne. Il est remplacé en 1962 pour être mis à la disposition du préfet de la Seine et occuper les fonctions de directeur du Crédit municipal.
Jean-Paul Martin reste très lié avec François Mitterrand pendant toute sa vie et est reçu avec René Bousquet, à Latche, propriété du futur président, au cours de la campagne présidentielle de 1974,. Jean Lacouture donne une photo prise à Latché de François Mitterrand, René Bousquet et Jean-Paul Martin dans sa biographie de Mitterrand. Jean-Paul Martin n'hésitera pas à déclarer, urbi et orbi que « deux hommes auront compté dans ma vie : René Bousquet et François Mitterrand ». François Mitterrand déclarera que Jean-Paul Martin « est un autre moi-même ».
Quand il meurt de la maladie d'Alzheimer le 12 décembre 1986, François Mitterrand et René Bousquet sont tous les deux présents à ses obsèques. François Mitterrand accompagné de Danielle Mitterrand demande qu'un drapeau bleu, blanc, rouge soit posé sur son cercueil, en remplacement du drap noir dont il est recouvert.

## Carrière professionnelle[8]
Situations diverses, fonctions électives, missions en France et à l'étranger :
- 26/10/1936 : Rédacteur auxiliaire au Ministère de l'Intérieur
- 27/01/1938 : Reçu au concours de Rédacteur du Ministère de la Guerre
- 01/04/1938 : Rédacteur au Ministère de la Guerre
- 04/07/1938 : Reçu au concours de Rédacteur à l'Administration Centrale du Ministère de l'Intérieur
- 16/08/1938 : Rédacteur à l'Administration Centrale
- 01/07/1941 : Sous-Chef du Bureau de la Police Nationale
- 01/11/1942 : Délégué dans les fonctions du Chef de Bureau de la Police Nationale
- 07/03/1943 : Chef de Bureau de la Police Nationale
- 11/02/1944 : Sous-Préfet hors classe, hors cadre
- 03/07/1945 : (commission épuration) Reclassé en qualité de Sous-Préfet de 1re classe (avec effet du 1er juillet 1943)
- 01/01/1945 : Placé en disponibilité sans traitement
- 26/02/1947 : Détaché au Cabinet du Ministère des Anciens Combattants et Victimes de Guerre (F. Mitterrand)
- 01/01/1950 : Placé en disponibilité avec traitement
- 01/10/1951 : Détaché auprès du Ministère de la F.O.M. (France d'Outre-Mer)
- 20/01/1952 : Chargé de mission au Cabinet du Ministère d'Etat
- 11/02/1952 : Délégué à l'Administration Centrale (administrateur civil)
- 01/01/1953 : Élevé à la hors classe
- 08/01/1953 : Chef de Cabinet du Ministre d'Etat
- 28/06/1953 : Chargé de mission au Cabinet du Ministre délégué au Conseil de l'Europe (F. Mitterrand)
- 19/06/1954 : Directeur adjoint au Cabinet du Ministre de l'Intérieur
- 17/07/1954 : Préfet hors classe (3e)
- 24/01/1953 : Détaché auprès du Président du Conseil (Directeur des Journaux Officiels)
- 03/10/1957 : Élevé à la 2e classe
- 09/06/1959 : Préfet de l'Orne
- 01/09/1962 : Détaché auprès du Préfet de la Seine (Directeur de la Caisse de Crédit municipal de Paris)
- 15/10/1976 : Préfet hors classe
- 01/01/1979 : Admis à la retraite

## À noter
- L’acteur français Philippe Duclos incarne Jean-Paul Martin dans René Bousquet ou le Grand Arrangement, le téléfilm de Laurent Heynemann consacré à René Bousquet réalisé en 2006.